# Organización municipal de la provincia de Santa Fe
En la provincia de Santa Fe en Argentina el régimen municipal es ejercido por gobiernos locales denominados municipios. Existen también gobiernos locales que no tienen esa categoría y son llamados comunas. Los departamentos se dividen en distritos, los cuales pueden tener la categoría de municipios o de comunas, cubriendo todo el territorio provincial (sistema de ejidos colindantes). 
La constitución provincial no reconoce la autonomía municipal, por lo que no está prevista la redacción de cartas orgánicas.

## Los municipios en la Constitución de la Nación Argentina
La organización municipal estuvo contemplada en la Constitución de la Nación Argentina desde su primera promulgación el 1 de mayo de 1853, expresando en su artículo 5 que cada provincia debía dictar una constitución que asegurara su régimen municipal. Sin embargo, no estaba claro si los municipios debían ser autónomos o autárquicos hasta la sentencia del 21 de marzo de 1989 de la Corte Suprema de Justicia de la Nación Argentina (Caso Rivademar), que interpretó que los municipios eran constitucionalmente autónomos.
Esta sentencia fue contemplada en la reforma de la Constitución de la Nación Argentina según el texto sancionado el 22 de agosto de 1994:

Art. 123. Cada provincia dicta su propia Constitución, conforme a lo dispuesto por el Art. 5 asegurando la autonomía municipal y reglando su alcance y contenido en el orden institucional, político, administrativo, económico y financiero.

## Los municipios y las comunas en la Constitución de la Provincia de Santa Fe
En 1921 la provincia de Santa Fe reformó su constitución permitiendo que los municipios de Rosario y de Santa Fe sancionaran cartas orgánicas, pero la reforma constitucional no pudo ponerse en vigencia hasta 1932. Ese año ambas ciudades sancionaron sus cartas orgánicas, pero en septiembre de 1935 el Gobierno nacional intervino la provincia y derogó la reforma constitucional de 1921, quedando sin efecto la autonomía municipal en la provincia de Santa Fe y retornando al texto reformado en 1907.
La Constitución de la Provincia de Santa Fe reformada el 14 de abril de 1962 establece respecto del régimen municipal lo siguiente:

Art. 106. Todo núcleo de población que constituya una comunidad con vida propia gobierna por sí mismo sus intereses locales con arreglo a las disposiciones de esta Constitución y de las leyes que se sancionen. Las poblaciones que tengan más de diez mil habitantes se organizan como municipios por ley que la Legislatura dicte en cada caso, y las que no reúnan tal condición como comunas. La ley fija la jurisdicción territorial de municipios y comunas y resuelve los casos de fusión o segregación que se susciten.

Art. 107. Los municipios son organizados por la ley sobre la base:

1- de un gobierno dotado de facultades propias, sin otras ingerencias sobre su condición o sus actos que las establecidas por esta Constitución y la ley;

2- constituido por un intendente municipal, elegido directamente por el pueblo y por un período de cuatro años, y un Concejo Municipal, elegido de la misma manera, con representación minoritaria, y renovado bianualmente por mitades (...)

Estas mismas normas fundamentales rigen para las comunas, de acuerdo con su ley orgánica propia, con excepción de su forma de gobierno, el cual está a cargo de una Comisión Comunal, elegida directamente por el cuerpo electoral respectivo, y renovada cada dos años en su totalidad.

### Alcance de la autonomía institucional
La Constitución de la Provincia de Santa Fe no reconoce la autonomía institucional de los municipios al no permitirles que puedan sancionar una carta orgánica.

## LeyOrgánica de Municipalidadesn.º 2756
La ley Orgánica de Municipalidades n.º 2756 sancionada el 12 de julio de 1985 establece:

Art. 1. Todo centro urbano en que haya una población mayor de diez mil habitantes tendrá una Municipalidad encargada de la administración comunal, con arreglo a las prescripciones de la Constitución y de la presente ley; a este efecto las Municipalidades se dividirán en dos categorías, a saber: serán de primera categoría las Municipalidades que tengan más de doscientos mil habitantes; de segunda categoría las que tengan entre diez mil y un habitantes y doscientos mil.

Art. 22. Cada Municipalidad se compondrá de un Consejo Municipal y de un Departamento Ejecutivo, a cargo éste de un funcionario con el título de Intendente Municipal.

Art. 23. El Concejo Municipal se compondrá de miembros elegidos directamente por los vecinos de cada municipio. Las de segunda categoría elegirán seis concejales correspondientes a sus primeros veinte mil habitantes y uno por cada quince mil habitantes más o fracción no inferior a cinco mil. Las de primera categoría por los primeros doscientos mil habitantes elegirán dieciocho concejales, a los que se agregará uno por cada treinta mil habitantes o fracción no inferior a quince mil (...)

Art. 29. El Departamento Ejecutivo estará a cargo de un funcionario con el título de Intendente Municipal, elegido por el pueblo en elección directa y a simple pluralidad de sufragios.

## LeyOrgánica de Comunasn.º 2439
La ley Orgánica de Comunas n.º 2439 sancionada el 12 de julio de 1985 establece:

Art. 1. En los centros de población, cuyo número de habitantes no llegue al fijado por la Constitución de la Provincia para formar Municipalidades, la administración comunal estará a cargo de Comisiones Comunales que serán creadas en la forma que esta ley establece.

Art. 3. Las Comisiones Comunales se compondrán:

a) De tres (3) miembros titulares e igual número de suplentes, cuando las villas no hayan alcanzado una población de mil quinientos (1.500) habitantes.

b) De cinco (5) miembros titulares e igual número de suplentes, cuando las villas hayan alcanzado una población de mil quinientos (1.500) habitantes en su ejido urbano (...)

Art. 4. Las actuales Comisiones Comunales, aún cuando funcionen con un número de miembros distinta al que por su población les correspondería, mantendrán su organización, sin perjuicio del aumento del número de éstos o de su transformación en Municipalidades, cuando así lo determine el número de habitantes, siguiéndose al efecto el procedimiento establecido por esta ley.

Art. 5. El ejido urbano de cada municipio, será delimitado por un decreto del Poder Ejecutivo en base a los informes que proporcionarán los municipios y la Dirección de Obras Públicas. En la fijación del perímetro comunal, se dará preferencia a los límites naturales (calles, caminos, ríos, arroyos, etc.) y en defecto, líneas separativas de propiedades de fácil acceso y medición.

Los municipios conservarán la jurisdicción actual, mientras la Legislatura o el Poder Ejecutivo en su caso, no la modifique.

Art. 13. Los límites de las comunas serán fijados por el Poder Ejecutivo, pudiendo la Legislatura modificarlos a pedido del municipio interesado o del cuerpo electoral.

Art. 14. Para la delimitación de los distritos comunales, que en ningún caso estarán comprendidos en más de un departamento, se dará preferencia a los límites naturales (ríos, arroyos, canales, caminos, ferrocarriles), o en su defecto líneas divisorias de propiedades. La marcación se hará con sólidos mojones mediante la contribución que el Poder Ejecutivo convendrá en oportunidad con las comunas interesadas.

Art. 18. Los censos de población permanente de los municipios practicados por sus respectivas autoridades de los que resulta que una villa en su ejido urbano haya alcanzado a quinientos (500) habitantes o llegado a mil quinientos (1500) o más, se enviarán de inmediato a la Legislatura con toda la documentación relativa a los mismos, a fin de que los apruebe o desapruebe (...)

Art. 20. Los miembros de las Comisiones Comunales serán designados por elección popular (...)